# Nanyuki
Nanyuki este un oraș din Kenya.